# Берман, Яков Александрович
Я́ков Алекса́ндрович Берма́н (1869—1934) — российский и советский юрист, философ
, деятель социал-демократического и коммунистического движения.

## Биография
Родился в 1869 году в Твери. Окончил 3-ю Московскую гимназию (1886) и юридический факультет Московского университета (1890).
В 1889 году принял участие в организации в Москве студенческого марксистского кружка. Начало активного его участия в революционном движении относится к 1900 году, когда он примкнул к образовавшейся при его же содействии во Владикавказе первой социал-демократической организации, распространившей вскоре сферу своей работы сначала на город Грозный, а затем на всю Терскую и Дагестанскую область. Состоял членом Терско-Дагестанского комитета РСДРП.
В дни Первой русской революции в ноябре 1905 года перенес свою партийную деятельность в Москву, где работал в социал-демократической меньшевистской военной организации до марта 1906 года. Затем переехал в Петербург.
С начала 1907 года примкнул к фракции большевиков и в качестве члена литературной группы при большевистском центре принимал участие в редактировании партийных газет и журнала «Вестник Жизни».
После первой революции принадлежал к группе литераторов-социал-демократов, выступивших с критикой ортодоксально-марксистской философии и пытавшегося соединить марксизм с эмпириокритицизмом и махизм; кроме учения Э. Маха, интересовался также прагматизмом. Вместе с А. Богдановым, В. Базаровым и другими участвовал в известном сборнике «Очерки по философии марксизма» (П., 1908), поместив статью против энгельсовского учения о диалектике. Отдельно издал: «Диалектика в свете современной теории познания» (М., 1908), «Сущность прагматизма. Новые течения в науке о мышлении» (М., 1911); редактировал ряд переводов по философии.
С начала революции 1917 года был одним из организаторов фракции объединенцев-интернационалистов в Москве, состоял членом её Рогожско-Симоновского комитета, а затем членом её Московского комитета.
В октябре 1917 года отошёл от объединенцев, работал в качестве сотрудника президиума Московского совета.
В декабре 1917 году был избран последним председателем Московского революционного трибунала, на этой должности работал до июля 1918 года.
В июле 1918 года (уже будучи членом Российской коммунистической партии) командирован советским правительством в Вену председателем комиссии попечения о русских военнопленных в Австро-Венгрии. Здесь он принял участие в организации австрийской и венгерской коммунистических партий. В конце декабря 1918 года арестован в Будапеште вместе с 16-ю работниками Будапештской подкомиссии попечения о военнопленных французским оккупационным командованием и отправлен в город Сегед (Сегедин), где содержался под стражей до марта 1919 года, когда ему при содействии образовавшегося в Сегеде совета рабочих депутатов удалось бежать в Будапешт.
По поручению венгерского советского правительства принял участие в организации русского отряда венгерской Красной армии; участвовал в работе Будапештского комитета Российской коммунистической партии в качестве редактора издававшейся комитетом русской газеты «Правда». После крушения венгерского советского правительства Берману удалось скрыться в Австрию, где он был выслежен и арестован. Сидел в Венской пересыльной тюрьме, откуда затем переслан в замок Карльштейн, где находились интернированы народные комиссары венгерского советского правительства.
В сентябре 1919 года отправлен австрийским правительством в РСФСР вместе с австрийской комиссией попечения об австрийских военнопленных, находившихся в пределах Советской России. С января 1920 года по март 1921 года был заведующим отделом юстиции Моссовета, с 1922 года — преподавателем Коммунистического университета имени Я. М. Свердлова и профессором 1-го МГУ. В 1924 году был назначен членом комиссии законодательных предположений при Совнаркоме СССР. Затем состоял профессором 1-го МГУ, членом научно-исследовательского института советского права, Института научной философии (в качестве заместителя директора и фактического руководителя института) и института советского строительства.
Умер в 1934 г. Урна с прахом захоронена в закрытом колумбарии № 2 Донского кладбища.

## Интеллектуальное наследие
Философские работы Бермана характеризуются объемными историко-философскими экскурсами, например, с критикой философии Гегеля и других направлений западноевропейского
идеализма, анализом философии Дицгена, разоблачением субстанциализма Плеханова и т. д. Считал диалектику пережитком идеализма, противоречащим «научному характеру общественного учения Маркса».

## Сочинения
- Марксизм или махизм. // «Образование» (СПб.), 1906, № 11а, с. 49-86.
- Диалектика в свете современной теории познания. М., 1908.
- О диалектике. // В сб.: Очерки по философии марксизма. Философский сборник. СПб., 1908.
- Сущность прагматизма. Новые течения в науке о мышлении. М., 1911.